# Национальный день языка

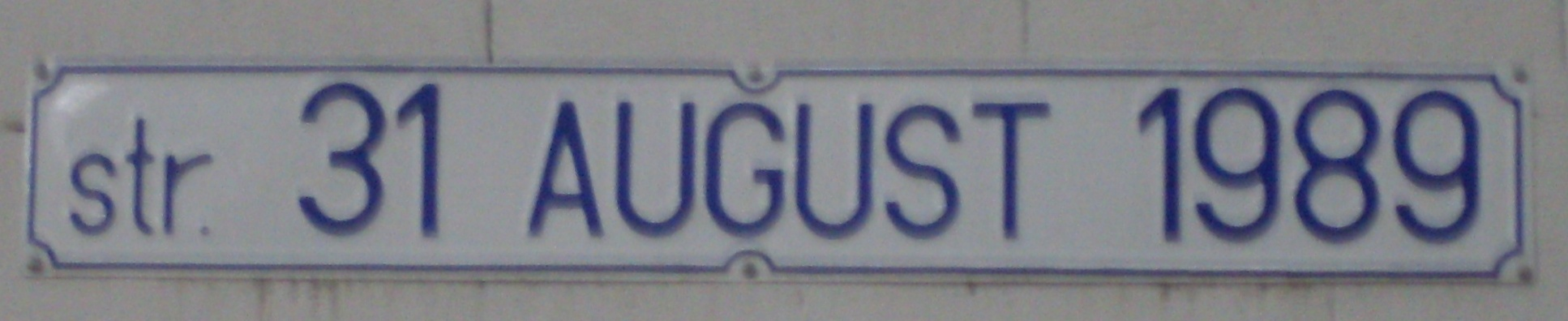
Табличка с названием улицы в Кишинёве

Национальный день языка, или Лимба ноастрэ (от рум. Limba noastră — наш язык) либо Лимба ромынэ (рум. Limba română) — государственный праздник, который отмечается в Республике Молдова ежегодно 31 августа начиная с 1989 года.

## История возникновения
27 августа 1989 года при непосредственном участии Народного фронта Молдовы в Кишинёве прошла массовая демонстрация, среди требований которой было признание за румынским языком на основе латинской графики статуса официального языка республики.
31 августа 1989 года Верховный Совет МССР провозгласил румынский официальным языком в «политической, экономической, социальной и культурной сферах» и принял закон о возврате молдавского языка к латинской графике.
23 июня 1990 года Парламент Молдовы объявил 31 августа Национальным днём языка. Первоначально праздник назывался «День нашего  румынского языка» (рум. Limba noastră cea română или рум. Ziua limbii române).
В 1994 году было принято присвоить празднику нынешнее название — «Лимба ноастрэ» (рум. Limba noastră), что было отражено в статье 13 Конституции Молдовы[уточнить].
5 декабря 2013 года Конституционный Суд Республики Молдова провозгласил румынский язык официальным языком, ссылаясь на превалирование текста Декларации о Независимости над текстом Конституции. Изменения в Конституцию были внесены законом  № 52 16 марта 2023 года.

## Традиция празднования
31 августа по всей Молдове традиционно устраивают выставки, фестивали, другие культурные мероприятия и народные гулянья.
В этот день на Центральном городском кладбище Кишинёва проводится панихида по почившим деятелям молдавской культуры, внесшим особый вклад в развитие родного языка и национальной словесности.
Также воздаётся память классику национальной поэзии Алексею Матеевичу — автору одноимённого стихотворения «Лимба ноастрэ», текст которого с 1994 года стал гимном независимой Молдовы.